# Civilització maia

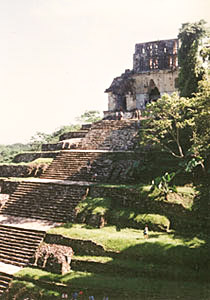
Temple de les Inscripcions a Palenque, Mèxic

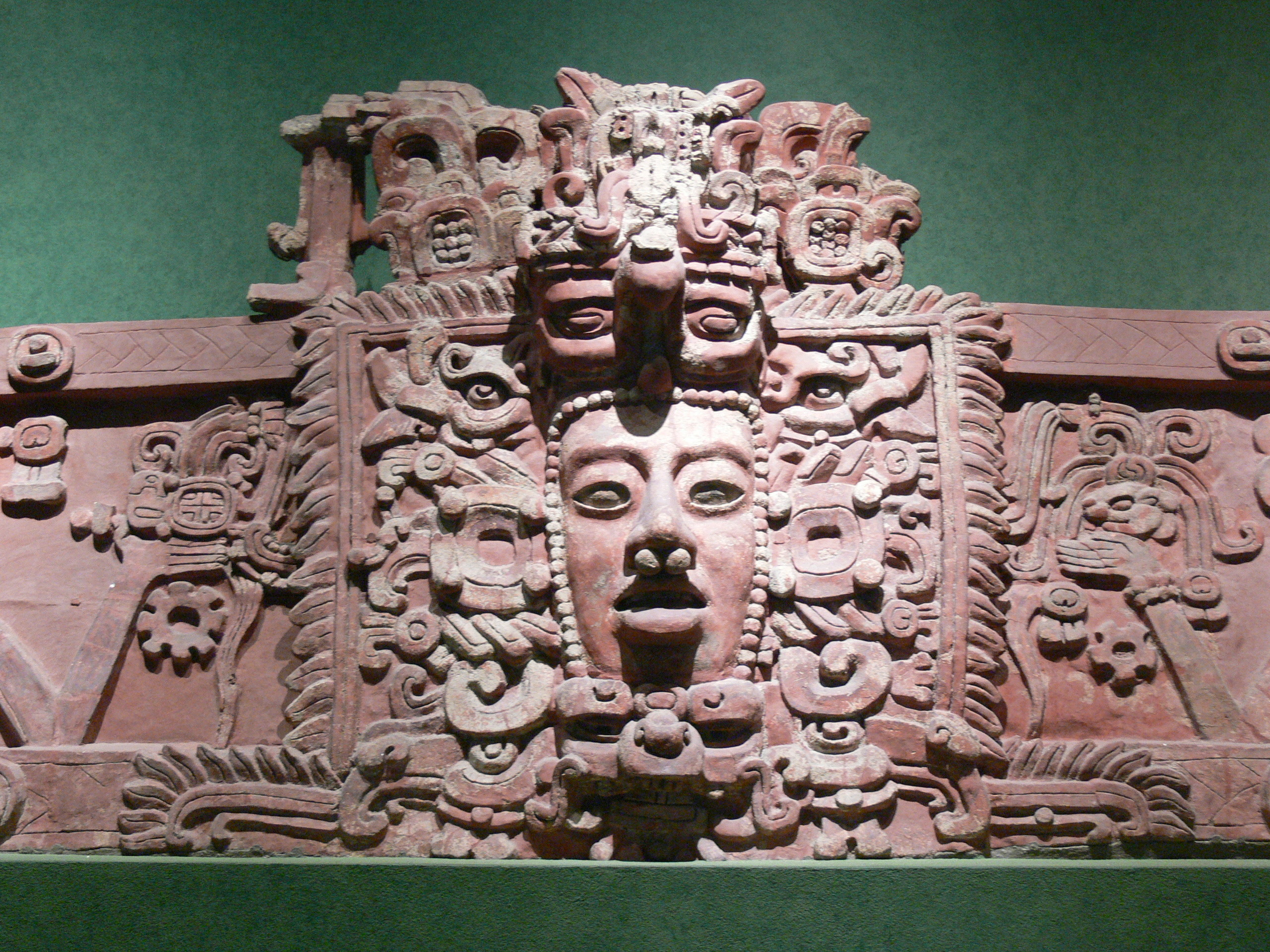
Màscara maia corresponent al període postclàssic, trobada a Placeres, Campeche i exposada al Museu Nacional d'Antropologia i Història de Mèxic.

Els maies eren un poble que va viure principalment al sud del que avui és Mèxic i a l'Amèrica Central, establint una de les cultures mesoamericanes més importants abans de l'arribada dels castellans. Contrari a la creença popular, els maies no han desaparegut, sinó que milers de descendents viuen encara a aquestes àrees i parlen diferents dialectes de la llengua maia. La civilització maia es va desenvolupar en els territoris actuals de Guatemala, Belize, Hondures, El Salvador i en cinc estats del sud-est de Mèxic: Campeche, Chiapas, Quintana Roo, Tabasco i Yucatán, amb una història d'aproximadament 3.000 anys. Durant aquest llarg temps, en aquest territori es van parlar centenars de dialectes que generen avui prop de 44 llengües maies diferents. Parlar dels «antics maies» és referir-se a la història d'una de les cultures mesoamericanes precolombines més importants, ja que el seu llegat científic i astronòmic és mundial. La literatura maia il·lustra la vida d'aquesta cultura. Obres com el Rabinal Achí, el Popol Vuh, els diversos llibres del Chilam Balam, en són mostra. El que sí que va ser destruït amb la conquesta és el model de civilització que fins a l'arribada dels primers espanyols, havia generat tres mil·lennis d'història. La conquesta espanyola dels pobles maies no es va consumar fins al 1697, amb la presa de Tayasal, capital dels maies Itzá, i Zacpetén, capital dels maies Ko'woj, al Petén (actual Guatemala). L'últim estat maia va desaparèixer quan el govern mexicà de Porfirio Díaz va ocupar el 1901 la seva capital, Chan Santa Cruz, donant així fi a l'anomenada Guerra de Castes. Els maies van fer grans i impressionants construccions des del Preclàssic mitjà i grans ciutats com Nakbé, El Mirador, San Bartolo, Cival, localitzades a la Conca del Mirador, al nord del Petén, i durant el Clàssic, les conegudes ciutats de Tikal, Quiriguá (ambdues les primeres a ser declarades Patrimoni de la Humanitat per la UNESCO, el 1979 i 1981 respectivament), Palenque, Copán, Río Azul, Calakmul, Comalcalco (construïda de maó cuit), així com Ceibal, Cancuén, Machaquilá, Dos Pilas, Uaxactún, Altún Ha, Piedras Negras i molts altres llocs en l'àrea. Es pot classificar com un imperi, però no se sap si al moment de la colonització van imposar la seva cultura o si va ser fruit de la seva organització en ciutats estat independents, la base era l'agricultura i el comerç. Els monuments més notables són les piràmides que van construir en els seus centres religiosos, al costat dels palaus dels seus governants (llocs de govern i residència dels nobles), sent el major trobat fins ara el de Cancuén, al sud del Petén, moltes de les estructures estaven decorades amb pintures murals i adorns d'estuc. Altres restes arqueològiques importants inclouen les lloses de pedra tallada usualment anomenades esteles (els maies en deien tetun, 'tres pedres'), que mostren efígies dels governants al costat de textos logogràfics que descriuen les seves genealogies, entronitzacions, victòries militars, i altres èxits. La ceràmica maia està catalogada com una de les més variades, fines i elaborades del món antic. Els maies participaven en el comerç a llarga distància a Mesoamèrica, i possiblement més enllà. Entre els béns de comerç hi havia el jade, el cacau, el blat de moro, la sal i l'obsidiana.

## Història
Els maies van construir les famoses ciutats de Tikal, Palenque, Copán, Calakmul, Uaxactún, Altún Ha, i molts altres llocs en l'àrea. Van desenvolupar un imperi basat en l'agricultura, i consistia en nombroses ciutats estat independents. Els monuments més notables són les piràmides que van construir en els seus centres religiosos, al costat dels palaus dels seus governants. Altres restes arqueològiques importants inclouen enormes pedres tallades, que descriuen als governants al costat de textos jeroglífics que descriuen les seves genealogies, victòries militars i altres fites històriques. Tots els monuments construïts pels maies estaven plens de grans extensions de naturalesa. Per ells la naturalesa significava poder i respecte.
Durant els segles viii i ix la cultura maia va entrar en decadència, abandonant la majoria de les ciutats de les terres baixes centrals. Segurament la guerra, l'esgotament de les terres de cultiu, la sequera, o alguna combinació d'aquests factors són sovint suggerits com els motius de la decadència. Existeix evidència arqueològica de guerres, fams, i revoltes en diversos llocs de les terres baixes centrals. El primer contacte dels castellans quan arribaren a Mèxic fou amb els maies, aleshores aquests pagaven tribut als asteques que conqueriren tota la regió. Els monuments més notables són les piràmides esglaonades que van construir en els seus llocs religiosos, les pistes de joc, les plataformes cerimonials i els observatoris.

### Període preclàssic
També anomenat Període Agrícola, hi ha un debat sobre els anys d'inici i fi d'aquest interval de temps, el més acceptat en aquest cas, per a l'àrea maia, s'inicia aproximadament l'any 1000 aC i acabaria al voltant del 320 dC. Durant aquest període es desenvolupa l'idioma maia i el poble maia adquireix experiència i construeix algunes grans ciutats.
Una teoria, basada en estudis de ceràmica, motiva a deduir que en el període Preclàssic la costa de l'Oceà Pacífic, des de l'est d'Oaxaca fins al Salvador va estar poblada pels ancestres dels mixe i popoluca actuals, d'un d'aquests és el grup dels maies que, cap al 1200 aC, van emigrar cap al Golf de Mèxic i van desenvolupar la civilització olmeca arqueològica. De fet, la ceràmica més antiga d'aquesta regió és d'un estil inconfusible anomenat Ocós, originària del Pacífic de Guatemala, però uns 600 anys més antiga que l'olmeca.
Segons una altra teoria, complementària a l'anterior, els descendents dels olmeques van emigrar a la zona del Petén guatemalenc, on posteriorment es van barrejar amb la gent del lloc originant als «protomaies». Hi ha alguns fragments on s'afirma que aquests provenien d'una migració que es va produir al nucli original maia, que certs arqueòlegs han trobat a la zona maia de Guatemala coneguda com El Petén, quan en el Preclàssic mitjà es van començar a desenvolupar ciutats monumentals en la Conca del Mirador com Nakbé, El Mirador i Cival, amb els seus ara famosos murals del Preclàssic, els més fins i antics de l'àrea maia. Aquestes grans ciutats ja comptaven amb totes les característiques que van fer famosos als maies del període Clàssic, i donant lloc al dubte que si els olmeques i maies van ser, efectivament, cultures que es van desenvolupar independentment.
Posteriorment, en el Postclàssic, alguns grups van emigrar del Petén rumb al nord (Península de Yucatán) i altres es van quedar aquí, d'aquesta manera s'explica l'origen de les diferents tribus maies (itzáes, xiús, cocomes,, tzeltales, lacandons, entre altres), ja que cadascuna d'elles conservava trets comuns, només variaven els diferents dialectes. Quan es va realitzar la conquesta espanyola, cada un d'aquests grups es va anar adaptant al mestissatge cultural i es va anar fent únic i autònom en les seves tradicions. Al pas del temps la gran civilització maia va florir i va aconseguir auge a la zona nord del Petén, a la Conca del Mirador, al cor de la selva tropical, aquí va ser el seu nucli original. Alguns especulen que el poble maia va prendre com a exemple molts estils de vida de la cultura olmeca, encara que els recents troballes a les ciutats del Petén, com El Mirador, Cival, etc., Contradiuen aquesta teoria. D'aquesta època daten l'urbanisme i el que es van anar desenvolupant en un ambient estable i prolongat, es van adaptar al medi ambient en què vivien i sabien conviure amb la natura. Per tot això es distingeix el gran respecte que tenien com a éssers humans cap al seu entorn.
S'estima que la selva del Petén es trobava deshabitada a l'inici del tercer mil·lenni abans de Crist, quan els primers agricultors van construir les seves barraques a la vora del riu La Pasión i la Conca del Mirador, demostrat per mostres de pol·len de blat de moro, que daten del 2750 aC en llacs de la Conca del Mirador. Aquests es van començar a relacionar amb la població dels Alts i la costa del Pacífic de Guatemala i El Salvador, així com amb la de la costa del golf de Mèxic. Cap a l'any 1000 aC la població en expansió es va estendre per tota aquesta zona central iniciant-se el procés d'urbanització, l'ús de sistemes agrícoles més complexos i una organització política més avançada, capaç de controlar la creixent població i amb una jerarquització interna, en la qual nobles i sacerdots anaven ocupant els llocs d'autoritat. S'inicia una divisió del treball amb la diversificació d'ocupacions: agricultura, caça, pesca, recol·lecció, terrisseria, indústria lítica, indústria tèxtil, comerç i culte religiós.
El treball de la terra va donar prioritat al cultiu del blat de moro, el fesol, el cacau i la carbassa, en tant la caça, la pesca i la recol·lecció van quedar com activitats complementàries, per això a aquest període se li coneix també com agrícola. S'hi va desenvolupant una religió senzilla amb la creença en una vida ultra terrenal i el culte als morts. L'evidència arqueològica mostra que els maies van començar a edificar una arquitectura cerimonial fa uns 3000 anys. Hi ha un desacord entre els límits i la diferència entre els maies antics i una civilització mesoamericana preclàssica veïna, la cultura olmeca. Els olmeques i els maies antics semblen haver-se influenciat entre si. Els monuments més antics consisteixen en simples monticles de tombes, els precursors de les piràmides es van erigir més tard. De manera gradual, la influència de la cultura olmeca va deixar de ser tan gran com havia estat durant el període preclàssic mitjà. Cap al segle iii aC havia cessat definitivament. No obstant això, molts pobles de tota l'àrea mesoamericana havien absorbit alguns dels seus trets principals (culte als morts, arquitectura i escultura monumentals, el culte a les divinitats de l'aigua i el foc, etc.). Per al Preclàssic tardà, en tota Mesoamèrica van sorgir tradicions culturals regionals, que van ser construïdes sobre la base del llegat olmeca. Els maies van prendre d'aquest poble l'escriptura, el sistema de numeració i el compte llarg, i moltes altres coses. La cultura maia, pròpiament dita, no va sorgir sinó fins al primer segle de l'era cristiana, més o menys contemporània al desenvolupament de Teotihuacan. Els pobladors d'aquest últim assentament van controlar les relacions comercials de la zona amb la resta de Mesoamèrica fins que van ser envaïts cap a l'any 400 dC, per guerrers provinents del centre de Mèxic, de la poderosa ciutat de Teotihuacan, la influència militar i cultural es va deixar sentir des de llavors en tot l'àmbit maia.

### Període clàssic
També anomenat Període teocràtic, abasta des dels anys 320 al 987 dC, aproximadament. Rep aquest nom perquè al principi es va creure que va ser el grup sacerdotal el que va exercir el poder polític i que tota la vida econòmica, social i cultural es va desenvolupar entorn de la religió. Els grups sacerdotals van tenir gran importància en el govern dels Estats maies del Clàssic; malgrat això, mai van ser dirigents. Hi havia una classe noble i, en tot cas, eren els guerrers qui concentraven el poder. La imatge dels maies com una societat governada per sacerdots va ser enderrocada quan es va descobrir que les ciutats estaven en permanent guerra les unes amb les altres. Es va incrementar notablement l'agricultura com a activitat econòmica bàsica, la qual era practicada per grans contingents de pagesos, propiciant una complexa divisió del treball i en conseqüència una forta estratificació social.

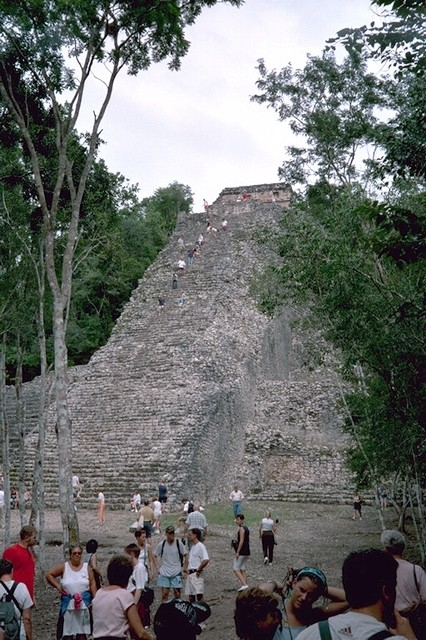
Cobá.

Els dos principals centres de la zona del Petén són Uaxactún i Tikal. Uaxactún (600 aC al 889 dC), Localitzat a 25 quilòmetres al nord de Tikal (Guatemala), té el temple maia més antic que es coneix a la regió, i és el primer lloc on es va observar l'existència de l'arc fals maia. Tikal (800 aC al 869 dC), Enclavat al cor de la selva mostra una gran influència teotihuacana i va arribar a posseir 100.000 habitants en el seu moment culminant, sent la ciutat més gran d'Amèrica en el Clàssic tardà. Aquest centre depenia d'una complicada xarxa comercial i es trobava enclavat en un lloc estratègic, entre dos sistemes fluvials que anaven al Golf de Mèxic i al mar Carib.
A Copán, a Hondures, l'esplendor es va donar cap a l'any 736 dC, va ser el centre científic del món maia, on l'astronomia es va perfeccionar al punt de determinar la durada de l'any tropical, de crear les taules d'eclipsi i d'idear una fórmula per ajustar el calendari, més exacta que la usada en l'actualitat. Sobre el seu art, Eric Wolf en l'obra Pobles i cultures de Mesoamèrica esmenta:
| «                   | Al mateix temps es van donar a conèixer expressions artístiques noves, nous símbols de poder, que provenien de l'exterior de la zona maia, i es van estendre a tota aquesta regió, com els tocats cerimonials guarnits, les sandàlies orlades, els braçalets, les plomes enfilades i el ceptre de [manikin]. A Copán es troben nombroses representacions del Tláloc mexicà. Es tractaria d'un moviment de consolidació política que va tenir el seu origen fora de la zona maia tot i que fet ús de les formes maies tradicionals? ... | » |
| — Eric Wolf, GGC11C | |   |

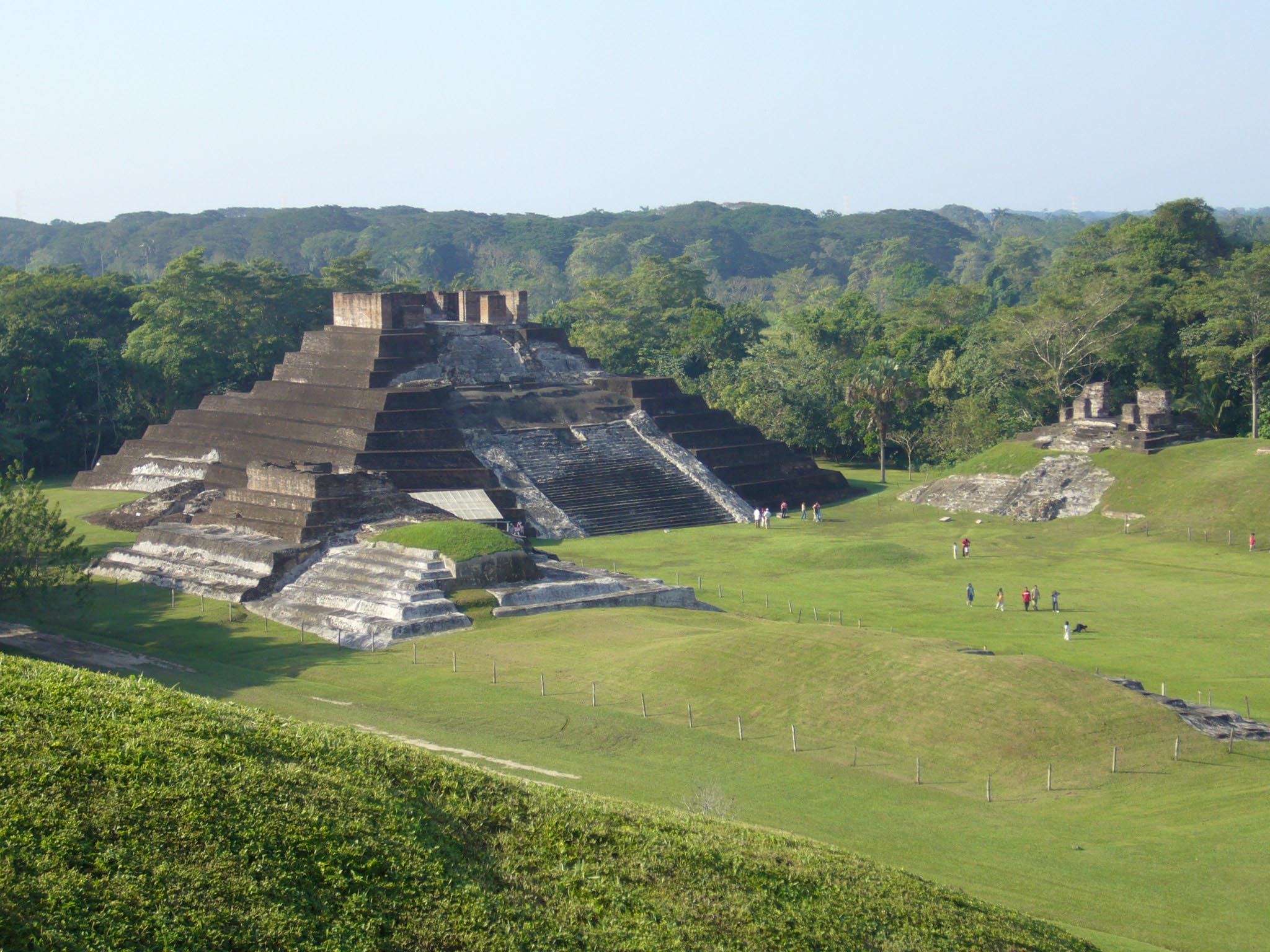
Zona Arqueològica de Comalcalco a Tabasco. Única ciutat maia construïda de maó cuit.

La ciutat de Comalcalco, a l'estat de Tabasco, és la ciutat maia més occidental, i la seva característica principal és que, a falta de pedres a la regió, els seus habitants van construir els edificis a base de maó cuit, enganxats amb una barreja d'estuc fet amb petxina d'ostió. La regió va ser la principal productora de cacau, la llavor va ser utilitzada com a moneda per les diferents cultures mesoamericanes. A Comalcalco s'han trobat diversos mascarons, deixants, una tomba amb restes humanes, i el primer cementiri maia amb un total de 116 enterraments funeraris amb més de mil anys d'antiguitat. Aquests enterraments van ser localitzats en tres monticles de terra, amb una superfície de 220 m², ubicats a la perifèria de la zona arqueològica.
D'aquest període daten també les ciutats de Calakmul, a Campeche, on s'han trobat més de 100 esteles, i Cobá a Quintana Roo, que va florir el 623 dC i constitueix el centre teocràtic més antic del nord-est de la península de Yucatán.
Cobá, situada a la vora de cinc llacs, entre els quals els més importants són Cobá i Macanxoc, es va desenvolupar a principis de la nostra era. Constituïa un assentament humà petit, amb una organització social de tipus vilatà i l'activitat principal era l'agricultura. A mesura que la població va anar creixent, entre els anys 400 i 1000 de nostra era, Cobá va augmentar el seu poder econòmic i polític, arribant a convertir-se en un important centre cerimonial. L'arqueòleg Antonio Benavides ho descriu així en el seu article «Cobá»:
| «                             | A Cobá i els seus voltants vivien milers de persones, la majoria en cases precàries amb fonaments de pedra; parets de fang i sostres de fulla de palmell. Al centre de la ciutat, a prop dels temples, dels edificis públics i dels jocs de pilota, habitaven els governants en cases grans de pedra decorades amb figures d'estuc. També hi havia àmplies places en què es reunia la gent els dies de mercat o quan hi havia alguna celebració pública. La vida a Cobá era molt semblant a la d'altres grans urbs precolombines com Teotihuacan i Cholula a l'altiplà central o com a la Muntanya Albán i el Tajín. Existia un sistema de govern amb grans diferències socials. Un grup minoritari format per sacerdots, dirigents i guerrers d'alt rang organitzava i controlava la major part de les activitats (religió, economia, política, educació, etc.) d'una gran població de tal manera que els béns i serveis eren majoritàriament gaudits per ells. | » |
| — Antonio Benavides, # GGC11C | |   |

Aquest important centre cobria una extensió total de 100 km² i el seu nucli uns 2 km², es trobava comunicat amb la regió per mitjà una sèrie de camins que tenien per objectiu assegurar el control econòmic i polític del territori, a més de ser excel·lents mitjans de comunicació. Els camins es van començar a construir entre els anys 600 i 800 dC aproximadament. És també l'època en què s'esculpeixen nombrosos deixants i que el creixement urbà s'aprecia en la construcció, a part del nucli, de tres grups d'edificis cerimonials: Nohoch Mul, Chumuc Mul i Macanxoc. La població aconseguia llavors els 70.000 habitants, i cap a l'any 1000 controlava la ruta comercial de la costa oriental i del centre i nord de la península de Yucatán.

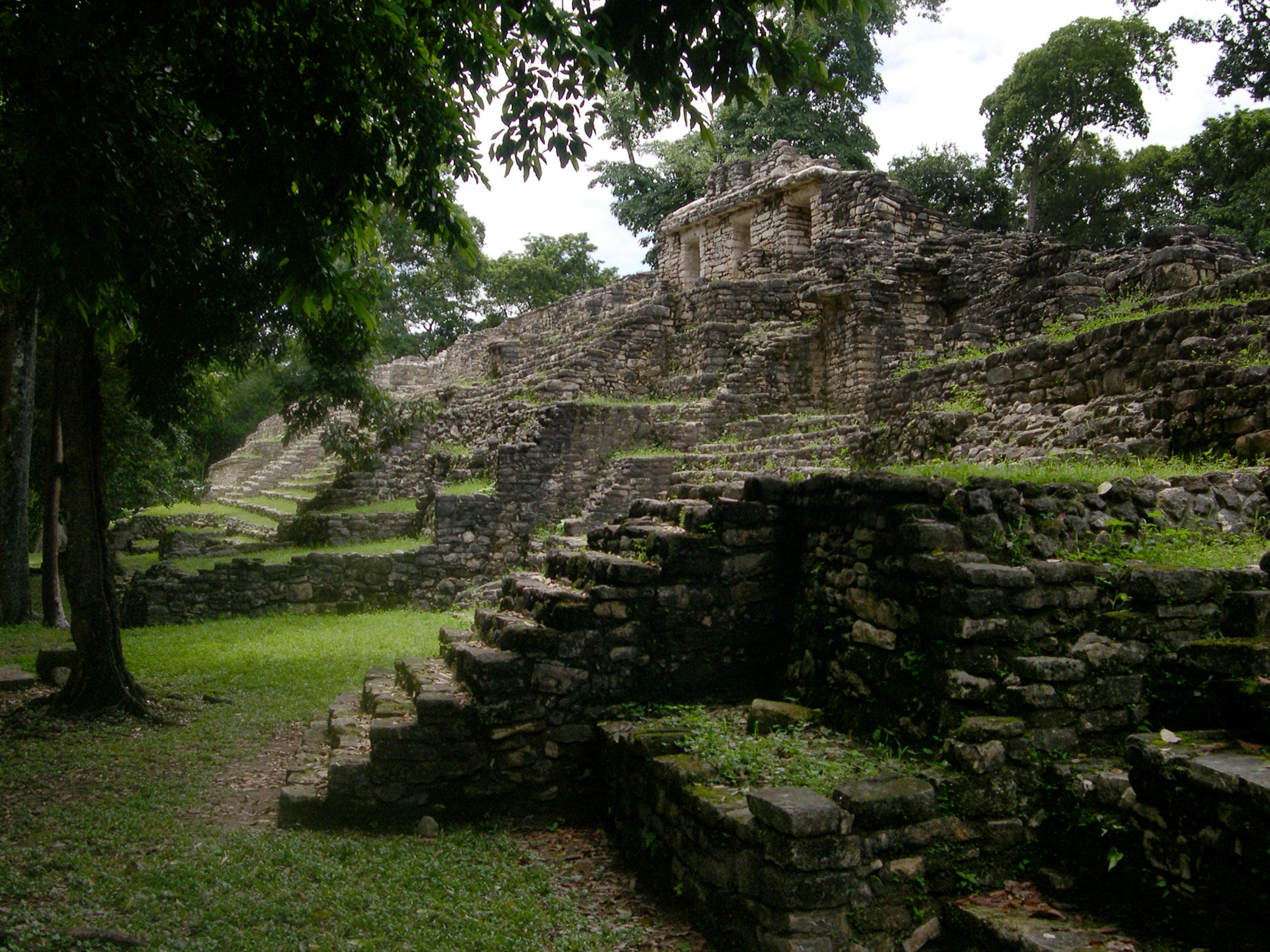
Piràmide a Yaxchilán.

La civilització maia, va tenir centres com Palenque, enclavat en la selva de Chiapas, que va arribar a la seva màxima esplendor entre els anys 695 i 799, a partir del regnat de Pacal el Gran, igual que els centres de Yaxchilán, Bonampak i Pedres Negres. És en aquesta regió on trobem els primers indicis de l'existència de la guerra entre els maies: hi ha representacions que parlen de guerrers, batalles i incursions per capturar presoners. Becán, situada a Campeche, és un exemple de ciutat maia fortificada i envoltada per un fossat sec. Abans de finalitzar amb el període teocràtic és important ressaltar la relació tan estreta i duradora que hi havia entre la regió maia i el centre de Mèxic, especialment amb Teotihuacan, del segle V al VII. Teotihuacan va controlar els centres maies d'aquest període a través de la guerra i del domini polític, però sobretot mitjançant les influències culturals i l'accés a una sèrie de recursos naturals, com el cacau, que eren mercaderies bàsiques dins de les xarxes comercials. Inicialment es va deduir que la cultura maia va absorbir la influència teotihuacana i va continuar el seu propi desenvolupament. Posteriorment es van analitzar les proves trobades a Tikal i a Kaminaljuyú, on alguns edificis i deixants suggereixen activitat bèl·lica entre teotihuacans i maies, demostrant el poder que els guerrers sustentaven en aquest període. Podem afirmar que la desintegració tan dramàtica com incomprensible d'aquests poderosos centres cerimonials podria estar íntimament lligada a la caiguda de la mateixa Tehotihuacan.
S'han manejat moltes hipòtesis sobre el «col·lapse maia», és a dir, la decadència i desaparició dels centres maies teocràtics, l'ordre es va esquerdar entre els anys 750 i 900. Una teoria ens parla del col·lapse ecològic que va patir la regió arran de la destrucció de la selva pels sistemes agrícoles que els maies empraven (tomba, frega i crema), mentre que una altra posa l'accent en un creixement desmesurat de la població, que va començar a exercir massa pressió sobre la terra i la producció d'aliments. Aquestes hipòtesis són probablement certes, encara que no basten per explicar la decadència dels centres teocràtics. A elles potser es van conjuminar les contradiccions internes de la societat teocràtica. En ella el poder i l'autoritat estaven en mans d'un grup de nobles i sacerdots que imposaven al poble forts càrregues tributàries en treball i espècie. Així, aquest poble va poder haver-se aixecat en una sagnant rebel·lió, o bé va emigrar en massa cap a altres terres. A tot això s'uneix el fet que Teotihuacan, saquejada i reduïda a cendres per forces desconegudes entre 700 i 750 va deixar de mostrar la seva influència en l'àrea maia. La seva prosperitat econòmica i cultural es va detenir bruscament per donar pas a Xochicalco, i posteriorment als tolteques, en el domini de la Vall de Mèxic. Cent anys després de la destrucció de Teotihuacan, els centres maies van entrar en crisi, es van despoblar, i les seves ciutats van ser envaïdes per la selva.

### Període postclàssic

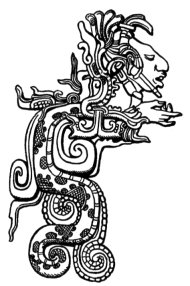
Kukulkán és el nom maya de Quetzalcóatl, personatge important en el Període Postclàssic dels maies. Aquí el veiem en un dibuix d'un baix relleu de Yaxchilán.

Entre 1000 i 1687. Un cop abandonats els centres cerimonials maies del període clàssic, la força generadora d'aquesta època serà un corrent migratori identificada ètnicament amb els maies arrelats a la regió, que portava amb si una cultura mestissada de fort contingut náhuatl. Aquest corrent, anomenada putún o  maia-chontal, habitava al sud de Tabasco i tenia estretes relacions comercials amb els pobles del centre de Mèxic i amb els grups nahuas establerts en la perifèria de la regió maia, per exemple a Xicalango. La seva presència hauria de trencar amb el precari equilibri en el qual tractava de mantenir-se el món teocràtic, i van ser els putunes els que van aprofitar la caiguda d'aquest ordre per introduir una nova forma de vida i de domini sobre la regió. El territori del que provenien els putunes era el delta dels rius Usumacinta i Grijalva, una regió de rius, rierols, llacunes i pantans on predominava el transport aquàtic. Això va fer dels putunes uns excel·lents navegants i mercaders, que controlaven les rutes marítimes comercials al voltant de la península de Yucatán, des de la Llacuna de Termes a Campeche fins al centre de Sula a Hondures.

## La societat maia

### Habitatge
Existeixen cases unifamiliars on vivien els pares i els fills els qui adoptaven a membres vells o joves de la família o fora d'ella (exemple: Tulum), També hi havia edificis multifamiliars habitats per persones de llaços sanguinis comuns d'elevada posició social (exemple: els complexos residencials de Kohunlich). Els materials de les cases varien de murs i sostres de fusta i palmell a materials resistents com pedra i estuc. També l'habitatge podia estar formada per tres estructures principals separades, (dormitoris, la cuina, el celler) i podien construir altres estructures separades (tallers, banys, saunes) (exemple: Joia de Cerén). Dormien sobre unes plataformes baixes adossades als murs on col·locaven matalassos farcits de cotó (les hamaques van ser una adaptació de les xarxes de pesca, invent dels indígenes caribs d'Haití arribat a Yucatán amb l'arribada dels espanyols). Aquest tipus d'habitacions tenien poca ventilació i llum perquè no tenien finestres. Les habitacions van ser usades per dormir i guardar pertinences, els seus ocupants treballaven als afores i posseïen horts per a consum familiar. La gent comuna vivia al voltant de les ciutats, els materials que usaven eren renovables com el palmell chiit (per als sostres), la fusta, el bajareque i l'estuc (per les parets). Al centre de la ciutat habitaven els sacerdots i la noblesa als castells, piràmides i temples cerimonials.

### La dona i la seva posició social
La dona va tenir posicions elevades en la societat i algunes van ser governants. Les dones eren molt importants per a l'economia familiar, perquè elaboraven estris de ceràmica, dissenyaven peces en fang o esculpides o tallades a manera d'escultura, i teixien el cotó per confeccionar vestits. També criaven animals per menjar o com a mascotes i s'encarregaven d'elaborar menjars i begudes per a les festes religioses. No participaven en cerimònies religioses on s'efectuaven sacrificis humans, excepte en certes festes on acudien les ancianes.

### Trets físics
Les característiques d'aquests grups eren modificades per influències màgiques i/o rituals, ja que modificaven la posició dels ulls per obtenir una vista estràbica causada (segons Diego de Landa), amb comptes de cera que els pares posaven enfront dels ulls dels seus fills. La deformació del crani era practicada en els nens aprofitant que els ossos, entre la primera setmana de nascuts i els dos anys, no estan soldats i són emmotllables (hi havia dues variants de deformació del crani); la deformació del crani per allargament s'efectuava mitjançant la col·locació de dues taules, una al front i una altra enrere (aquestes deformacions es practicaven en els nounats d'ambdós sexes i de totes les classes socials). Altres costums (doncs més que modes tenien fins màgic-espirituals) eren la pintura corporal (com els tatuatges en pit, braços i cames), l'excoriació o escarificació (tècnica que consisteix a causar cicatrius amb fins decoratius), el llimat i perforació de les dents per col·locar pedres semiprecioses (trossets de jade, obsidiana o pirita) i adorns com orelleres (espècie d'anells), pectorals, bezotes (en un forat fet sota el llavi inferior), plomalls, etcètera. És important destacar que el tatuatge i l'escarificació va ser prerrogativa dels senyors, sacerdots i guerrers distingits. Molta d'aquesta informació ve del frare espanyol Diego de Landa, qui va viure en l'època de la Colonització espanyola de les Amèriques. Durant la seva estada va destruir molta documentació maia (acte de fe de Maní), encara que al final va escriure un llibre sobre aquesta civilització (Relació de les coses de Yucatán).

### Organització social
- La noblesa, formada per sacerdots, guerrers, buròcrates i comerciants, exercia el poder i es pertanyia a aquest grup només per naixement.
- Els artesans, especialitzats, que elaboraven els objectes utilitzats per la noblesa per vestir-se, adornar els seus habitatges i demostrar el seu rang.
- Els camperols, que vivien dispersos entorn de les ciutats i tributaven un terç del que produïen a la noblesa.
- Els esclaus, presoners de guerra que eren venuts per fer treballs o per ser sacrificats en determinats rituals.

### Organització econòmica

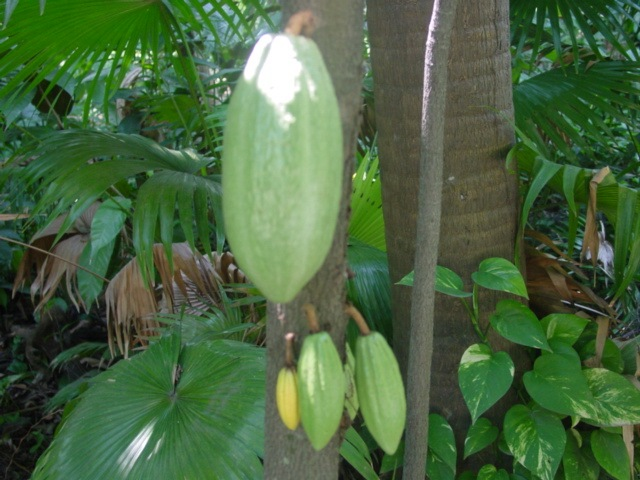
Les llavors del cacau (Theobroma cacao) van ser utilitzades com a monedes pels maies.

Sent l'agricultura una activitat central en la vida dels maies, s'ha especulat molt sobre les tècniques agrícoles que utilitzaven amb més freqüència en l'època precolombina, si les de tipus extensiu, com el sistema de frega-tomba-crema, o les de tipus intensiu, com el reg i les terrasses. Hi ha proves que combinaven ambdues tècniques amb altres alternatives, com la recol·lecció, les hortes domèstiques, els camellons o camps aixecats, l'arboricultura, la caça i la pesca. És important recordar que va ser principalment la selva tropical el tipus d'ecosistema en què els maies van viure i del qual van obtenir el seu aliment. No obstant això, les característiques del tròpic varien molt i és possible que les diferències en clima, sòl i vegetació determinessin l'explotació dels recursos naturals i el tipus de sistema agrícola utilitzat. Les tècniques van haver, doncs, d'adaptar-se a la quantitat i qualitat de la terra disponible, al tipus de cultius i a diversos factors socioeconòmics.

## Comerç
El comerç va ser indispensable per a l'economia dels maies, ja que l'àrea geogràfica maia proveïa gran quantitat de productes, però tenien escassetat o absència d'altres. Durant el Clàssic es van desenvolupar grans mercats en les urbs, que es deien p'polom. Després de la reorganització social de l'acabament del Postclàssic es van desenvolupar els tianguis. Entre els maies, els comerciants feien llargs i exhaustius recorreguts per poder abastir a petits comerciants que distribuïen de casa a casa els articles exclusius de certes zones com el jade, de la Vall del Riu Motagua a Guatemala, la indispensable obsidiana de les fonts de l'altiplà de Guatemala com El Chayal i Ixtepeque, les prestigioses plomes del quetzal, dels boscos ennuvolats de Guatemala, el cotó del nord-est, les petxines i el peix de les costes. També la sal del nord, i de fonts del riu Chixoy a l'Alta Verapaz, el cacau de Tabasco, Guatemala i Hondures, i el pedrenyal de la zona Puuc. L'art també es va convertir en un objecte apreciat entre els nobles, i les ceràmiques policromes de llocs com Chamá i Nebaj a l'altiplà de Guatemala es van distingir per les seves fines obres que s'han trobat en molts llocs distants. Els grans comerciants adquirien gran prestigi i fama entre la noblesa maia i en algunes ocasions eren reclutats com a espies del rei.

### Moneda
No existien monedes per al comerç, només el barata i de vegades es va utilitzar el cacau com a tal. Encara que no hi havia un valor exacte, un conill valia 10 llavors. El cacau va conservar els seus usos econòmics durant un breu període del domini espanyol: el 17 de juny de 1555, per ordre del Virregnat de Nova Espanya, el cacau va poder ser intercanviat amb monedes europees en equivaler un real espanyol per 140 llavors de cacau, el 1575 només calien 100 llavors de cacau per un real i al final d'aquest segle eren 80 per un real.

### Propietat de la terra
Els governants suprems (ahau) atorgaven terres als seus súbdits, segons el seu rang social i divisió del treball s'atorgaven parcel·les de terreny cultivable per família per subsistir, per pagar tribut i pel comerç, en una extensió que tingués la capacitat de producció per cobrir els requisits abans exposats. No s'ha de confondre en cap motiu amb un sistema comunal, ja que la terra pertanyia l'ahau, que la podia retirar en qualsevol moment i utilitzar-la per als seus propis fins, com una propietat personal més que com a propietat de la ciutat-Estat maia que governés.

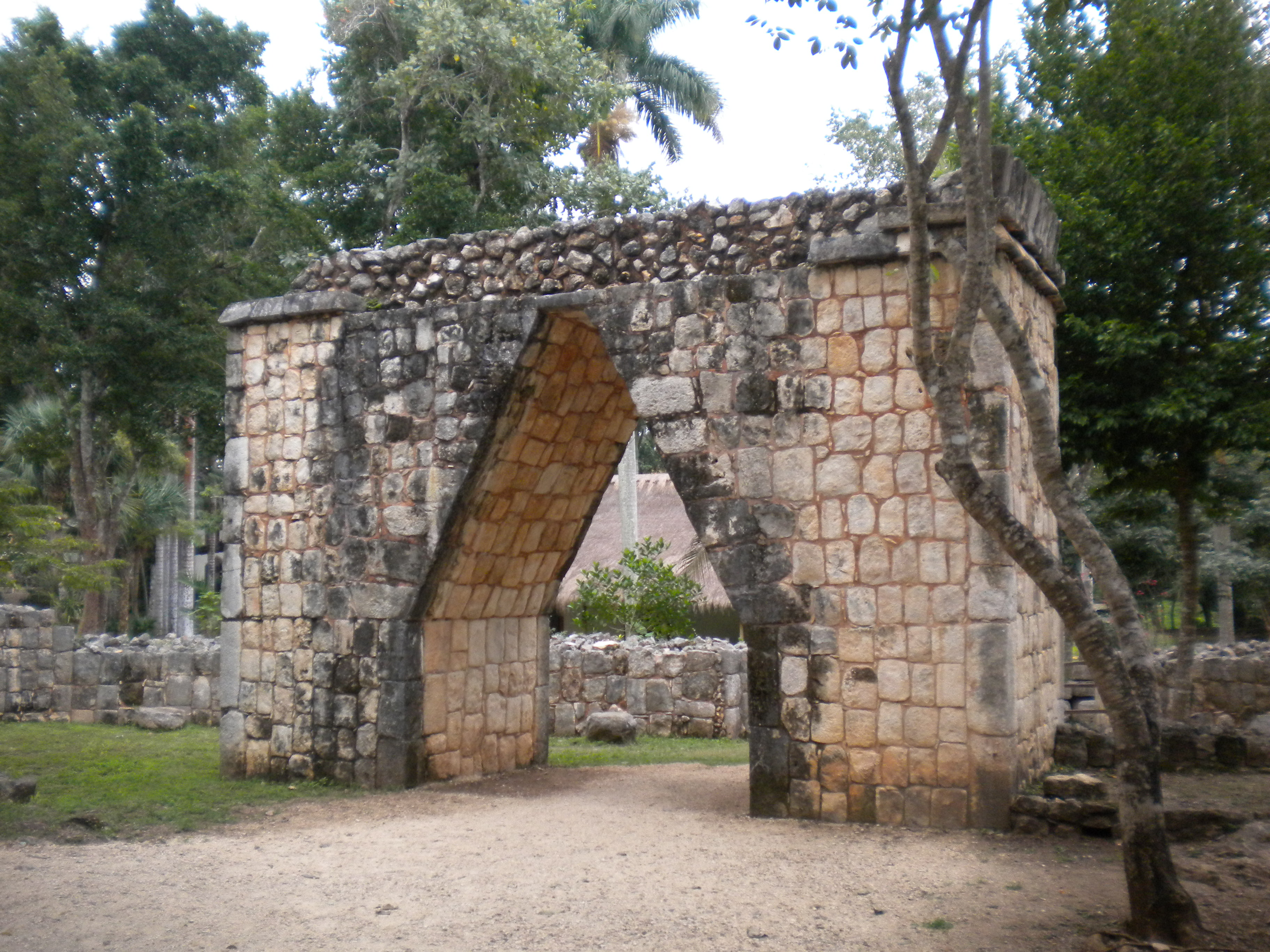
Arc maia de pedra clara

### Transport marítim
El transport marítim va tenir gran importància en el desenvolupament del comerç i, per tant, de la seva economia. Les seves embarcacions més primerenques tenien com a base el rem i no tenien la vela. Amb aquestes primeres embarcacions van pagar la península de Yucatán i aconseguien sortir de la perillosa barrera coral·lífera ajudant-se de fars que els indicaven les distàncies, perills, així com les sortides al mar. També van navegar pels rius de Tabasco, Chiapas, Guatemala i Hondures. S'estima que en aquestes embarcacions es podien transportar de vint a quaranta persones, incloent les seves mercaderies. Existeixen proves que van arribar a les terres d'Hondures i és possible que hagin arribat fins a Panamà. Primerament les embarcacions estaven adaptades per navegar en aigua dolça. Després es van anar adaptant al mar, gràcies al fet que van diferenciar i van fer distinció entre la proa i la popa

### Transport terrestre
Hi havia gran diversitat i complexitat entre les extenses xarxes de carreteres i camins. Són dignes d'importància dels sacbe'ob (sacbé en singular, de Sak, blanc, i beh, camí). En general, la construcció de les carreteres i camins es realitzaven mitjançant tot un conjunt de procediments laboriosos. En primer lloc, es podava el camí prèviament determinat, després, amb l'ajuda de gegantines moles de pedra, allisaven la terra. Posteriorment es cobrien amb sorra calcària (sascab) amb la finalitat que la mala herba no obstruís la vialitat, i finalment, es cobrien amb estuc. Un sacbé molt conegut és el que comunica Cobá amb Yaxuná, i té cent quilòmetres de longitud.
Tot i que van conèixer la roda només la van utilitzar en l'elaboració de joguines artesanals que feien representant animals quadrúpedes amb una roda en cada pota. No obstant això, el més indispensable per poder aconseguir un excel·lent vehicle de transport, no són les rodes en si, sinó els 'rajos' o ràdios d'elles. La manca d'animals de tir no explica per si mateixa la inexistència de carros, tant com els esmentats ràdios.

## Llengua

Rutes de migració de les llengües maies.

Els maies històrics no parlaven una sola llengua, sinó diverses llengües derivades d'una llengua ancestral denominada protomaia pels lingüistes i que se situaria cap al 2000 aC. L'anàlisi lingüística del vocabulari reconstruït del protomaia suggereix que s'originà a l'altiplà occidental o nord-occidental de Guatemala, encara que l'evidència no és concloent. Durant el període preclàssic, el protomaia es diversificà en llengües diferents i aparegueren diverses subfamílies maies diferents que constitueixen la família lingüística, incloent-hi els grups de llengües huastecanes, quitxeanes, kanjobalano-txujeanes, mameanes, tzeltalan-txolanes i iucatecanes. Aquests grups divergiren durant l'època precolombina fins a consistir actualment en més de trenta idiomes que han sobreviscut fins als temps moderns. L'idioma de gairebé tots els texts maies del període clàssic en la totalitat de l'àrea maia ha estat identificat com el maia clàssic. El text del preclàssic tardà de Kaminaljuiú, a l'altiplà, també sembla o estar relacionat amb el maia clàssic. L'ús del maia clàssic als texts maies no indica necessàriament que era la llengua utilitzada per la població local; més aviat, pot haver estat una llengua litúrgica o de prestigi, equivalent al llatí medieval. El maia clàssic pot haver estat la llengua de prestigi de l'elit maia del clàssic, utilitzat a la comunicació entre les entitats polítiques, com la diplomàcia i el comerç. Pel període postclàssic, s'emprà també el yukatek als còdexs maies, juntament amb el maia clàssic.

## Escriptura

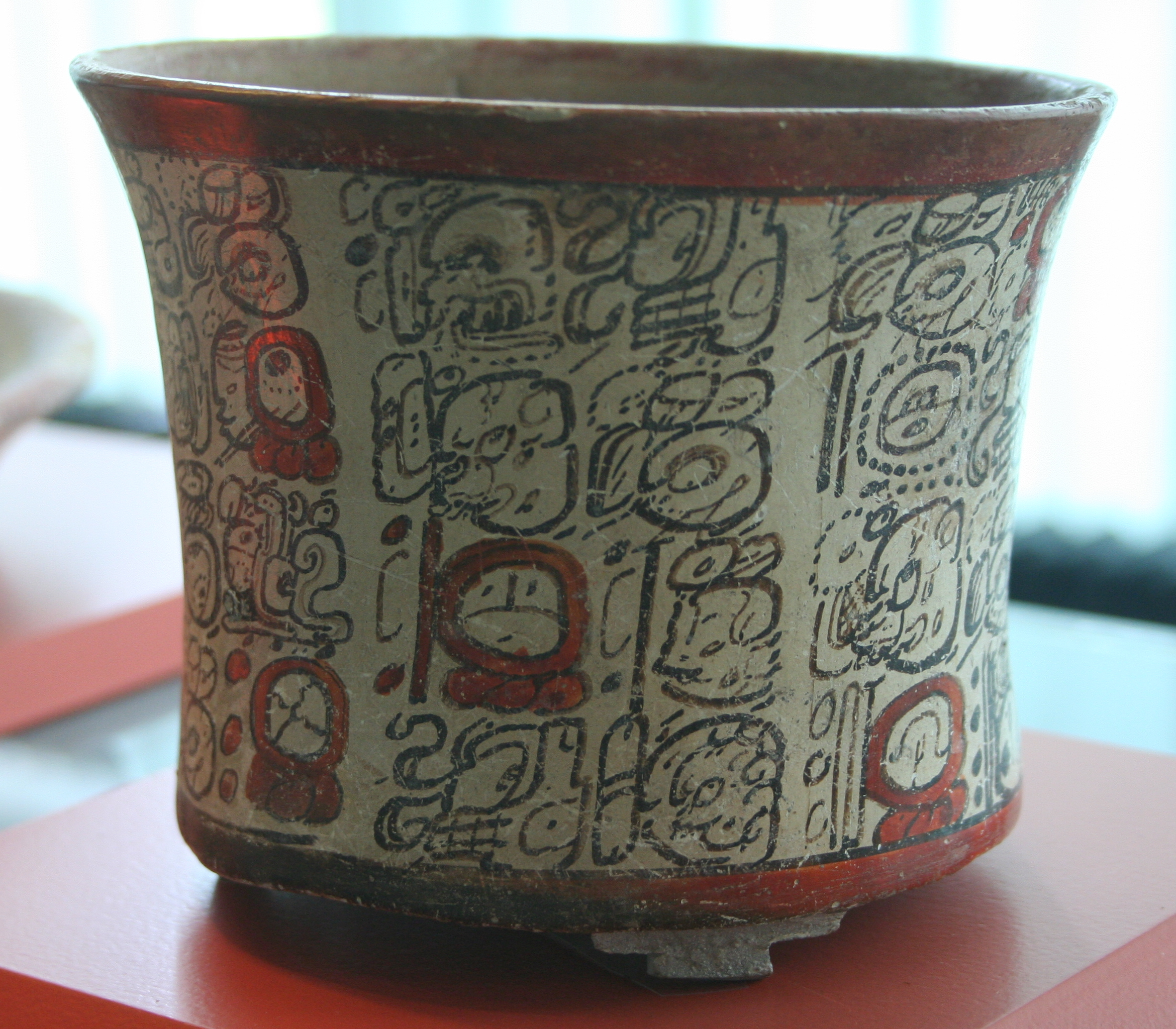
Atuell de ceràmica pintada amb escriptura maia, exhibida al Museu Etnològic de Berlín.

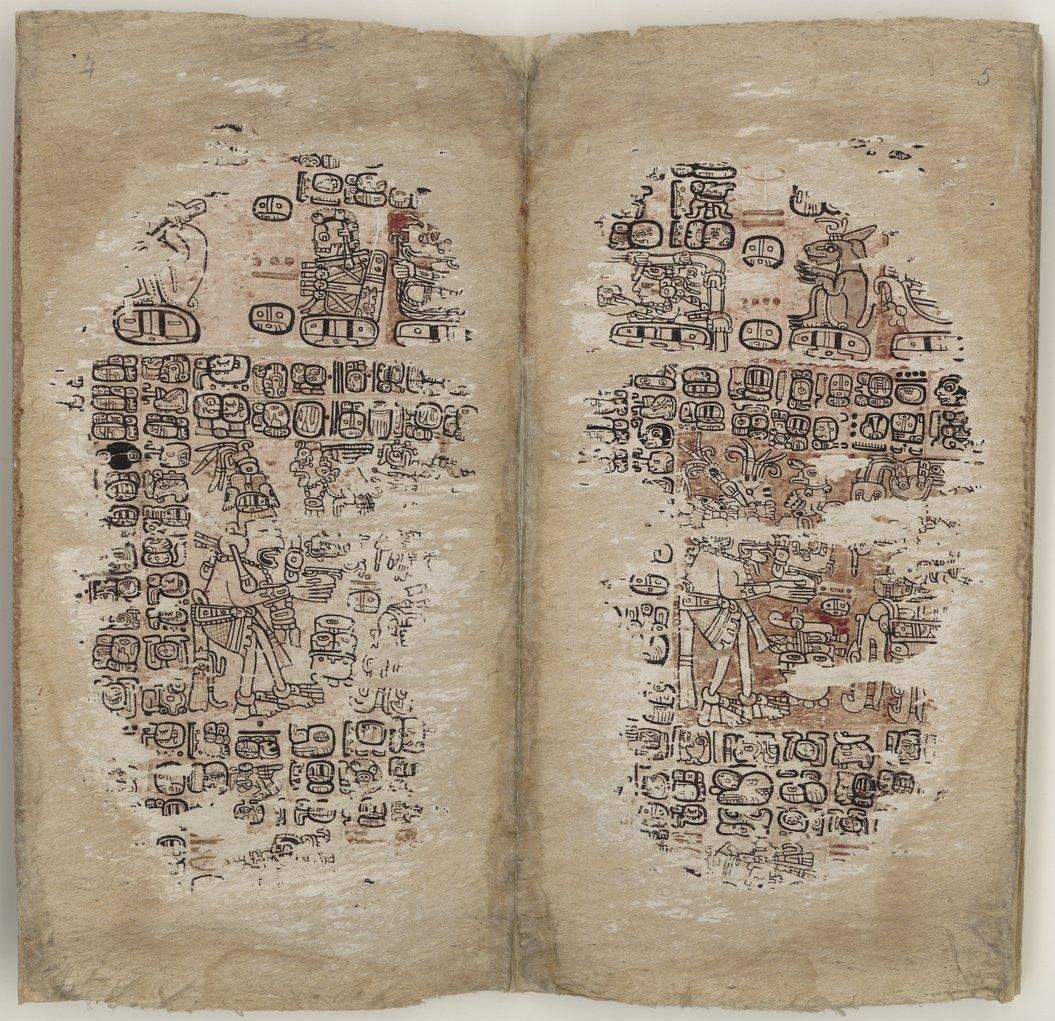
Pàgines del Còdex de París, que data del període postclàssic, un dels pocs llibres maies que es conserven.

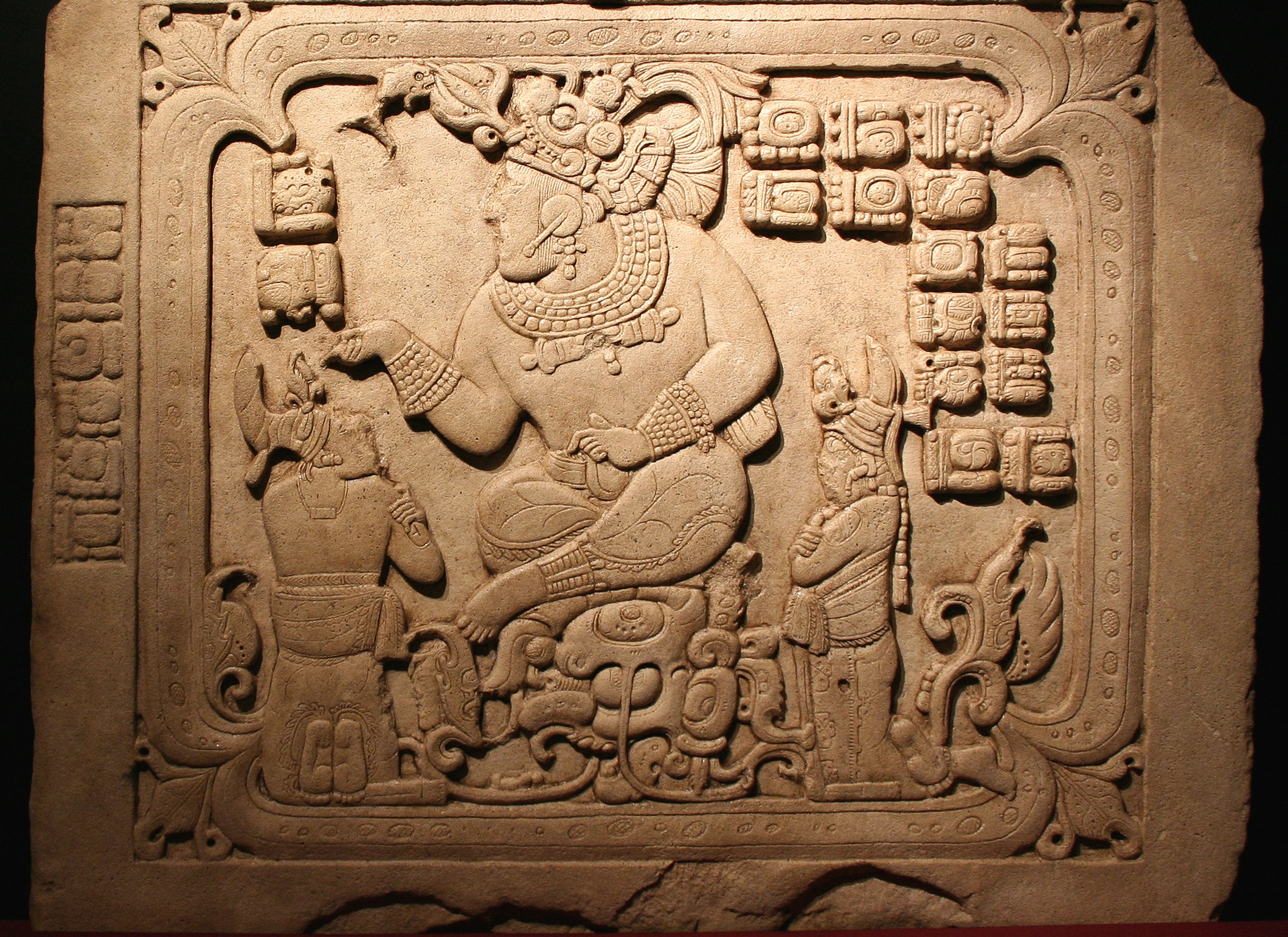
El panell 3 descriu la instal·lació de dos vassalls a Machaquilà pel rei Cancuén, Taj Chan Ahk.

El sistema d'escriptura maia fou una de les fites de més èxit dels habitants precolombins d'Amèrica. Fou el sistema d'escriptura més desenvolupat i sofisticat del conjunt de sistemes que sorgiren a Mesoamèrica. No obstant això, hi ha diversos lingüistes que neguen que entre les cultures mesoamericanes hi hagués cap escriptura amb regles gramaticals de morfologia, anàlisi de paraules per gènere, nombre, funció o ortografia, així com tampoc un ordre establert per ordenar frases i paraules en models que els permetés compondre idees. Les primeres inscripcions identificades com escriptura maia foren trobades a la conca del Petén id aten del 300-200 aC. Nogensmenys, aquest fou precedit per d'altres sistemes d'escriptura mesoamericans, com l'escriptura epi-olmeca o la zapoteca. L'escriptura maia primerenca aparegué a la costa del Pacífic de Guatemala a final del segle i o començament del ii. Les semblances entre l'escriptura ístmica i l'escriptura maia primerenca de la costa del Pacífic suggereixen que tots dos sistemes es desenvoluparen alhora. Al voltant de l'any 250 dC l'escriptura maia s'havia convertit en un sistema d'escriptura més consistent i formalitzat.
L'Església Catòlica i els funcionaris colonials, en particular el bisbe Diego de Landa, destruïren els texts maies on els trobaren, i amb això el coneixement de l'escriptura maia; no obstant això, es preservaren tres llibres precolombins que daten del període postclàssic, l'autenticitat dels quals no és discutida. Aquests són coneguts com el Còdex de Madrid, el Còdex Dresde i el Còdex de París. També es conservaren algunes pàgines d'un quart llibre, el Còdex Grolier, l'autenticitat del qual sí que és discutida. Les excavacions arqueològiques que s'estan duent a terme als llocs maies sovint revelen d'altres fragments, trossos rectangulars de guix i fragments de pintura, que foren còdexs; tanmateix, per la descomposició de la major part del material orgànic, aquestes restes estan massa malmeses per poder identificar-hi qualsevol inscripció.
La major part de l'escriptura maia precolombina existent data del període clàssic i està continguda a les inscripcions de pedra dels llocs maies, com les esteles, o als atuells de ceràmica. D'altres mitjans inclouen els còdexs mencionats, les façanes d'estuc, els frescos, les llindes de fusta, les parets de coves, i els artefactes portàtils elaborats a partir d'una varietat de materials, com ossos, petxines, obsidiana i jade.

### Sistema d'escriptura
El sistema d'escriptura maia, sovint denominat glif maia per una semblança superficial amb els jeroglífics egipcis, és un sistema d'escriptura logosil·làbic que combina un sil·labari de signes fonètics, que representen síl·labes, amb logogrames que representen paraules completes. Entre els sistemes d'escriptura del Nou Món precolombí, l'escriptura maia és el sistema més proper al llenguatge parlat. A qualsevol moment donat, no s'empraren més que uns cinc-cents glifs, dels quals uns dos-cents (incloent-hi les variacions) eren fonètics.
L'escriptura maia arribà al seu apogeu durant el període clàssic, i estava en ús fins a l'arribada dels europeus. Es recuperaren més de 10.000 texts individuals, en la seva majoria inscripcions en monuments de pedra, llindes, esteles i ceràmiques. Els maies també produïren texts pintats en un tipus de paper elaborat a partir de l'escorça d'arbres, ara conegut pel seu nom nàhuatl com amatl, que s'emprà per als còdexs. El coneixement de l'escriptura maia es conservà entre diversos segments de la població fins a la conquesta espanyola. Tanmateix, aquest coneixement es perdé per l'impacte de la conquesta de la societat maia.
El desxiframent i la recuperació del coneixement de l'escriptura maia ha estat un procés llarg i costós. Els primers elements que foren desxifrats, al tombant del segle xix al xx, estaven connectats amb la numeració, el calendari i l'astronomia. Hi hagué avenços importants entre les dècades de 1950 i 1970, i a partir d'aleshores el procés de desxiframent accelerà ràpidament. A final del segle xx, els científics podien llegir la majoria dels texts maies, i el treball en curs continua esclarint el contingut dels texts.

### Escriptura glífica

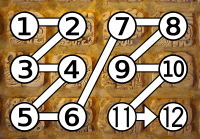
Ordre de lectura del text glífic maia.

El bloc de glifs que transcriu un mot o frase és la unitat bàsica del text glífic maia. El bloc es compon d'un o més glifs individuals interconnectats; generalment, els blocs glífics individuals estan separats per un espai. Els blocs glífics estan generalment disposats en un patró de reixa. Per facilitar la referència, els epigrafistes es refereixen als blocs glífics d'esquerra a dreta alfabèticament, i de dalt abaix numèricament. Això permet d'identificar qualsevol bloc glífic en un text, per les seves «coordenades»: per exemple, C4 seria el tercer bloc des de l'esquerra i el quart bloc comptant cap avall. Si un monument o artefacte compta amb més d'una inscripció, les etiquetes de les columnes no es repeteixen, sinó que continuen en la sèrie alfabètica; si hi ha més de 26 columnes, l'etiquetat continua com A', B', etc. Les etiquetes numèriques de les fileres reinicien amb 1 per a cada unitat discreta de text.
Tot i que el text glífic pot ser distribuït en diferents mapes, generalment els blocs glífics s'estructuren en columnes dobles. L'ordre de lectura del text comença a la part superior esquerra (bloc A1), continua al segon bloc a la segona columna (B1), després baixa una filera i comença de nou des del bloc esquerra de la columna doble (A2), i així continua. Un cop s'arriba a l'extrem inferior, l'escriptura continua des de la part superior esquerra de la següent columna doble. Si la inscripció acaba en una sola columna, aquesta columna final sol llegir-se de dalt a baix.
Els blocs de glifs individuals poden estar composts de diversos elements, com un signe principal i un nombre d'afixos. El signe principal constitueix l'element més important del bloc, i pot ser un substantiu, un verb, un adverbi, un adjectiu o un signe fonètic. Alguns dels signes principals són abstractes, d'altres són imatges de l'objecte que representen, i d'altres més són variants, la personificació de la paraula que representen. Els afixos són elements rectangulars més petits, generalment vinculats amb un signe principal, tot i que un bloc també pot estar únicament compost d'afixos. Els afixos poden representar una àmplia varietat d'elements de la llengua, com substantius, verbs, sufixos verbals, preposicions, pronoms, etc. Els maies també empraren petites seccions d'un signe principal per representar el signe principal sencer, i els escribes maies eren molt inventius en l'ús i en l'adaptació d'elements dels glifs.

## Principals pobles o nacions maies
Entre els maies van existir diferents tribus que s'agrupaven d'acord amb les seves activitats productives afins (com ara els putunes que es dedicaven a la pesca i al comerç marítim) o d'acord amb els seus llinatges o genealogies (un exemple notable són els cocomes del nord-est de la península de Yucatán).

## Concepció del món
Els maies concebien el cosmos compost per 13 cels, un sobre l'altre, sent la terra la capa més baixa. Sobre cada cel presidien tretze déus, anomenats els Oxlahuntikú. Sota la terra hi havia altres nou cels, també en capes, sobre els quals presidien els Bolontikú. L'últim d'aquests cels era el Mitnal, l'infern maia, regne d'Ah Puch, senyor de la mort.
Creien que, abans que el seu, havien existit altres mons destruïts tots pel diluvi. El món actual era sostingut per quatre germans guardians anomenats Bacabes, localitzats en els quatre punts cardinals. Al centre del món maia es trobava el Yaxché, o ceiba sagrada, les branques s'elevaven al cel i les arrels penetraven en l'inframon.

### Ritus
Les piràmides són els seus temples i els fidels assistien a les cerimònies a l'aire lliure, sota i al capdavant, de la piràmide - temple. Sol·licitaven dels seus déus els dons de la vida, la salut i el suport, a canvi dels quals realitzaven una sèrie d'ofrenes i de cerimònies purificadores immerses en un complex ritual. Practicaven els fletxamients i llançaven als nens, donzelles i peces d'or al Cenote Sagrat de Chichén Itzá, com ofrena al déu Chaac. L'autosacrifici tenia moltes variants, com per exemple quan ells es treien sang de diverses parts del cos amb punxons d'os o espines de maguey i oferint-les en tires de paper.
Sylvanus G. Morley, en la seva obra «La civilització maia», s'observa que:
| «                   | Les oracions formaven un element essencial del ritual maia, i l'ajuda dels déus es buscava en tot gènere d'activitats, en l'adivinació, profecia i horòscops, en els ritus de la pubertat i del matrimoni, en tota classe de cerimònies generals, per lliurar-se de dificultats, i per reprimir al diable que les causava, per aconseguir la maternitat per a una dona sense fills, per expulsar els esperits malignosantes de començar qualsevol cerimònia, per evitar la sequera i les plagues de llagosta que produïen la fam, la malaltia, el robatori i la discòrdia i canvis dinàstics i jeràrquics que conduïen a la guerra, i per tenir èxit feliç en tota classe d'empreses, agricultura, caça, pesca, comerç. | » |
| — Sylvanus G Morley | |   |

La dansa era també una part important del ritual. Tant homes com dones tenien els seus balls particulars i rares vegades ballaven junts. El ball de Holcan Okot, per exemple, era realitzat per 800 guerrers que es movien amb precisió absoluta mentre invocaven l'ajuda i protecció de Kakupakat.
Les festes dedicades als déus se celebraven en les dates fixes establertes pel Tzolkin o calendari ritual. Els sacerdots organitzaven les cerimònies, l'ornamentació dels temples i la presentació de les ofrenes. Hi havia també jocs de pilota (pot-a tok), dramatitzacions, processons i altres celebracions.

### Elements de les cerimònies
- Els autosacrificis. Es perforaven la llengua, els lòbuls, i òrgans sexuals i oferint la sang recollida. La sang es cremava juntament amb paper, resines vegetals, hule i els instruments mateixos de l'auto-sacrifici com les espines de manta, les cordes, etc.
- Els sacrificis d'animals.
- Els sacrificis humans (presoners de guerra, esclaus o persones escollides pel seu naixement), a qui se'ls extirpava el cor o decapitava.
- Els balls, cants, dramatitzacions, resos.
- El dejuni i l'abstinència sexual.
- L'ús de fongs al·lucinògens, begudes fermentades (balché), tabac silvestre, menjars especials i flors psicotròpiques.
- Les ofrenes d'animals, plantes, flors, estàtues, encens, ornaments (plomes, petxines), turquesa, obsidiana, jade, coure i or, entre d'altres.

Els maies van tenir un calendari per a diversos festejos i cerimònies.
Entre les cerimònies que encara es practiquen tenim al Ch'a Chaak, encapçalada pel H-men (espècie de Xaman), per invocar als Chaques, ajudants del déu de la pluja quan la temporada de pluges es retarda. Es creia que les coves de la península, especialment Loltún i Balankanché, eren llocs per entrar a l'inframon. A mitjans del segle passat, en la Guerra de Castes, va tenir una actuació destacada la Creu Parlant, element propi de la religió maia, la qual és independent de la creu cristiana. La Creu Maia la veiem a Palenque (Chiapas) i és una estilització de l'arbre còsmic o de la planta del blat de moro. Aquesta creu és un símbol de les 4 adreces o angles del món i deïtat per si sola. L'ús de la Creu Parlant entre els maies participants en la Guerra de Castes (mitjans del segle passat) va ser un factor que els va unir i els va fer resistir situacions molt difícils. La localitat on es va localitzar la Creu Parlant se li va conèixer com a Chan Santa Creu i ara com Felipe Carrillo Puerto. És important recalcar que la Guerra de Castes va permetre als maies recuperar la sobirania en un territori i aquest és l'únic cas en el seu tipus a Amèrica. Actualment se segueix venerant a la creu i se li vesteix amb hipiles (vestits típics), miralls, flors i diversos adorns entre els maies de Yucatán i els tzotziles de Chiapas.

### La mort en la religió maia

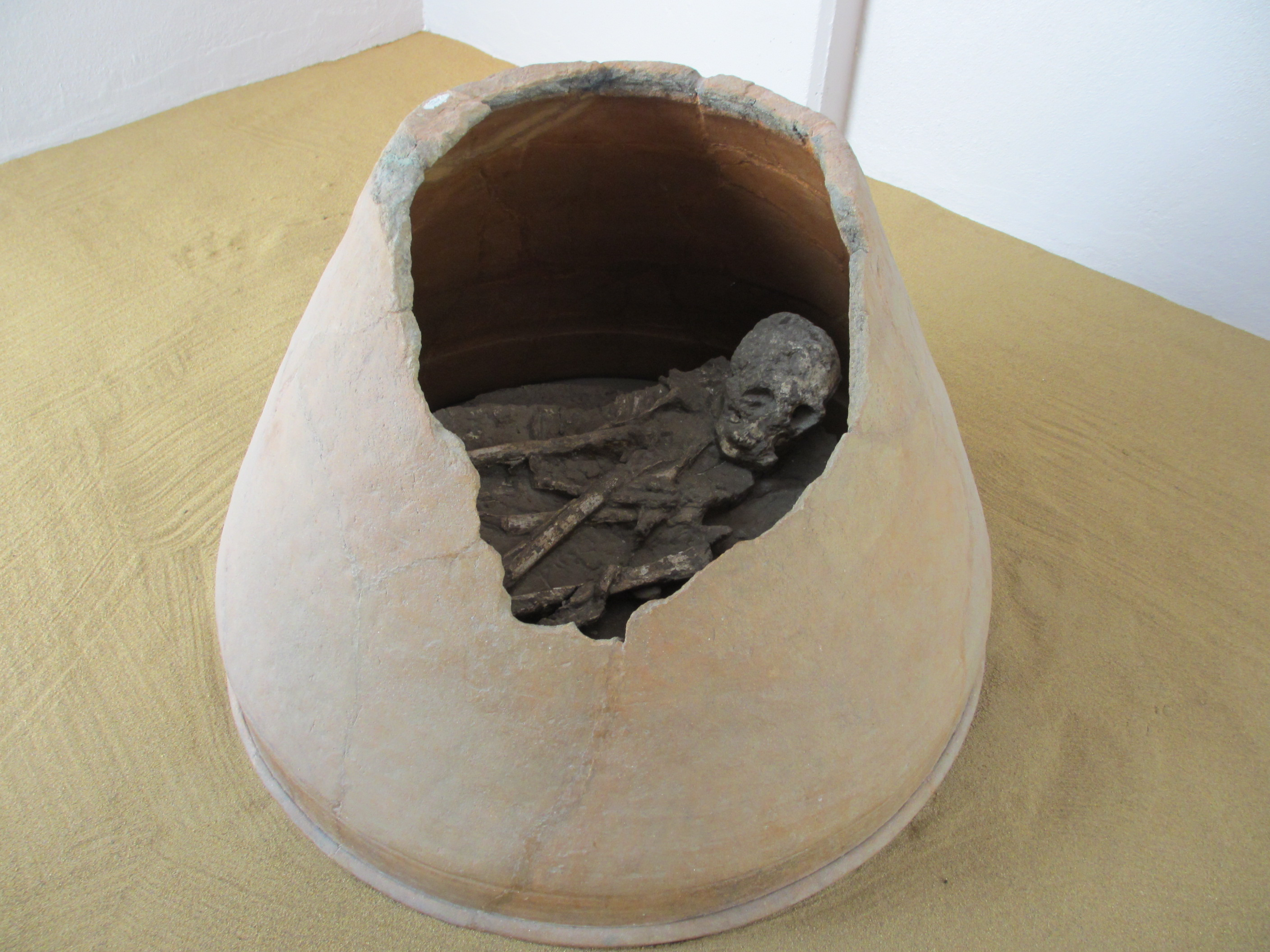
Urna funerària descoberta a Comalcalco, Tabasco.

Segons la religió maia, després de la mort l'ànima emprèn un camí a Xibalba (metnal, món subterrani o inframon), on ha de travessar un riu ajudat d'un gos (el xoloitzcuintle). El fet de portar una peça de jade li facilitarà les coses. El pelegrinatge acabarà al sud on arriba l'ànima (l'inframon per les cultures nahuas, entre ells els asteques o mexiques, s'associa amb el nord i el color negre; pels maies amb el sud i el color groc). No obstant això, hi ha un paradís en el cel on les ànimes afortunades dels guerrers morts en combat (mort sagrada) acompanyen el Sol.
Entre els diversos tipus de mort sagrada a Mesoamèrica es troben: les dones embarassades mortes en el primer part, les persones ofegades, suïcidades, mortes de lepra o sacrificades i els guerrers morts en batalla doncs la qualitat de vida (bona o dolenta) no importava tant com la forma de morir. Al final, les ànimes dels quals morien sagradament també descendien a l'inframon. Els maies consideraven que l'ànima d'una persona que anava a l'inframon renaixia (renaixement) en un individu de la mateixa espècie, sense cap record de la vida anterior. S'ha de recordar que en interaccionar la gent del centre de Mèxic amb els maies, de vegades trobarem idees religioses, i d'altres tipus, entrellaçades i hem de ser cauts per distingir en el possible, si són idees maies o d'altres llocs. Així mateix els maies conservaven els cranis dels seus avantpassats i els feien ofrenes d'aliments (ritu als avantpassats).

## Sacrificis humans
Els sacrificis humans eren una pràctica comuna als pobles de Mesoamèrica. Per poder explicar millor l'origen dels sacrificis humans hem d'entendre la raó de la creació de l'home en un llibre sagrat dels maies: el Popol Vuh. En aquest llibre quiché es relata la manera com els déus originals van acordar crear al món, ja que el món servirà com habitació de l'home. La missió de l'home és venerar i alimentar els déus. Però de la mateixa manera que els homes mengen blat de moro, i aquest és un aliment material, els déus en tant éssers sobrenaturals s'havien d'alimentar d'un aliment sobrenatural: l'energia còsmica que es trobava a la sang i el cor dels sacrificats.
Alguns autors (entre ells Marvin Harris) van argumentar que el sacrifici humà a Mesoamèrica es devia a la necessitat proteínica dels pobles de la regió. No obstant això, cal assenyalar que encara que es va practicar el canibalisme, aquest no va ser mai extensiu a tota la població ni quotidià. El canibalisme era un acte ritual del qual estaven excloses les classes més baixes de la societat. A més, el sacrifici mortal no era l'únic tipus de sacrifici que van practicar els mesoamericans, com mostren les pintures de Bonampak, on és possible observar a membres de la classe dirigent (homes i dones) punxant-se la llengua fins a sagnar. El propòsit era oferir la seva sang, que per ser d'una persona més amunt de l'estructura era més valuosa i apreciada pels déus.

## El joc de pilota

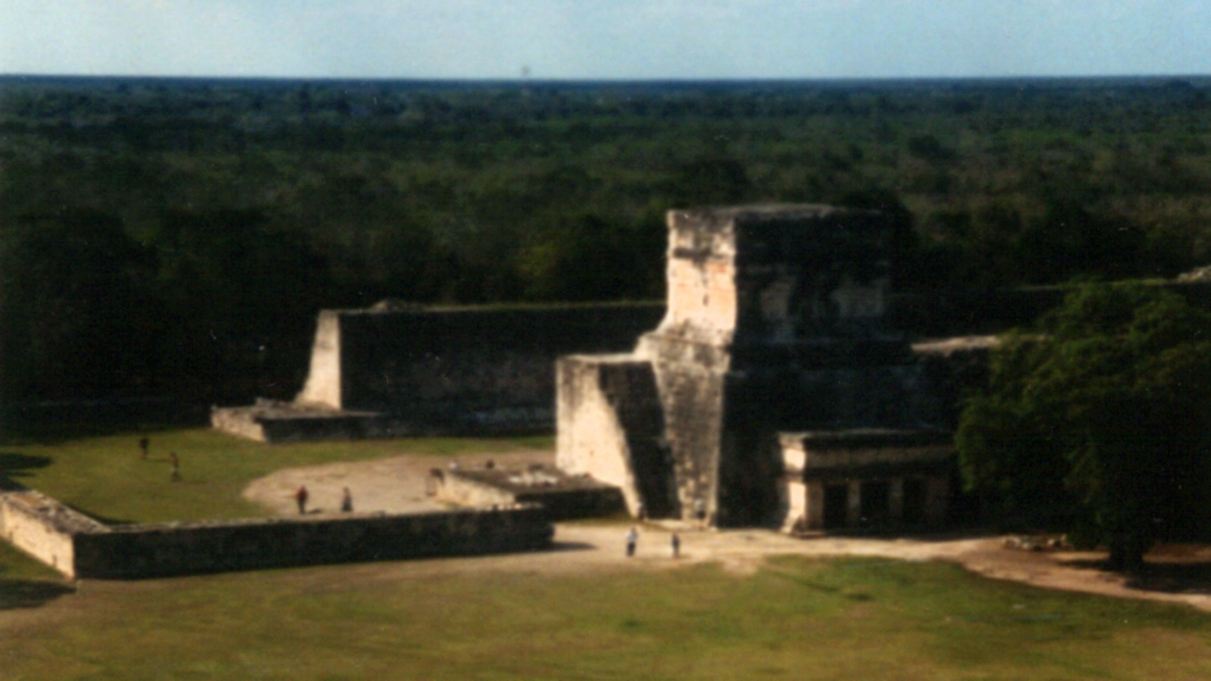
Joc de pilota

Els maies concebien el joc de pilota com un ritual. El joc de pilota representa els orígens de l'univers i pretén reactivar els mites de la creació del blat de moro i altres fenòmens astronòmics. Aquest és un ritu d'iniciació, mort i renaixement que legitima l'acció militar i el poder polític. La lluita (de jugadors, astres o la pilota) pot representar la trobada entre els bessons (del Popol Vuh) i els déus de l'inframon. Aquest joc va tenir diverses variants segons l'època i el lloc, per general s'utilitzava una pilota feta de cautxú que es donava cops amb la cintura, els genolls, les espatlles i els colzes.
L'objectiu del joc era fer-la passar per un prim anell que es col·locava en una de les parets del camp de joc, fins i tot en l'actualitat és practicat a Guatemala en la seva forma ritual i a Mèxic en una nova forma d'expressió turística o purament esportiva. En altres llocs, on els camps d'aquest joc no tenen anells-marcadors, es creu que el guanyador es decidia per l'equip o jugador que guanyés línies en la pista fins a acorralar l'adversari (com en el futbol americà). El nombre de jugadors varia i a vegades els jugadors usaven «raquetes» o bastons. Es protegien el pit i el cap, evitant els forts cops de la pilota. El joc podia durar dia i nit i no hi ha fonts històriques on es parli del sacrifici humà on el derrotat era decapitat.
Alguns historiadors estimen que el jugador que perdia la vida era, en realitat, un presoner de guerra, obligat a jugar pels victoriosos. Aquest jugador-presoner de guerra feble, cansat i amb ferides perdia el joc, era sacrificat i formava part d'un ritu de fertilitat doncs anava a un paradís. No sempre aquest joc acabava amb sacrificis humans, perquè es feien apostes i el perdedor era només l'apostat (segons fonts històriques asteques). En alguns camps maies de Guatemala i Hondures el jugador que vencia perseguia als assistents, ja que per regla tenia dret de despullar-los de les pertinences que més li agradessin.

## Art

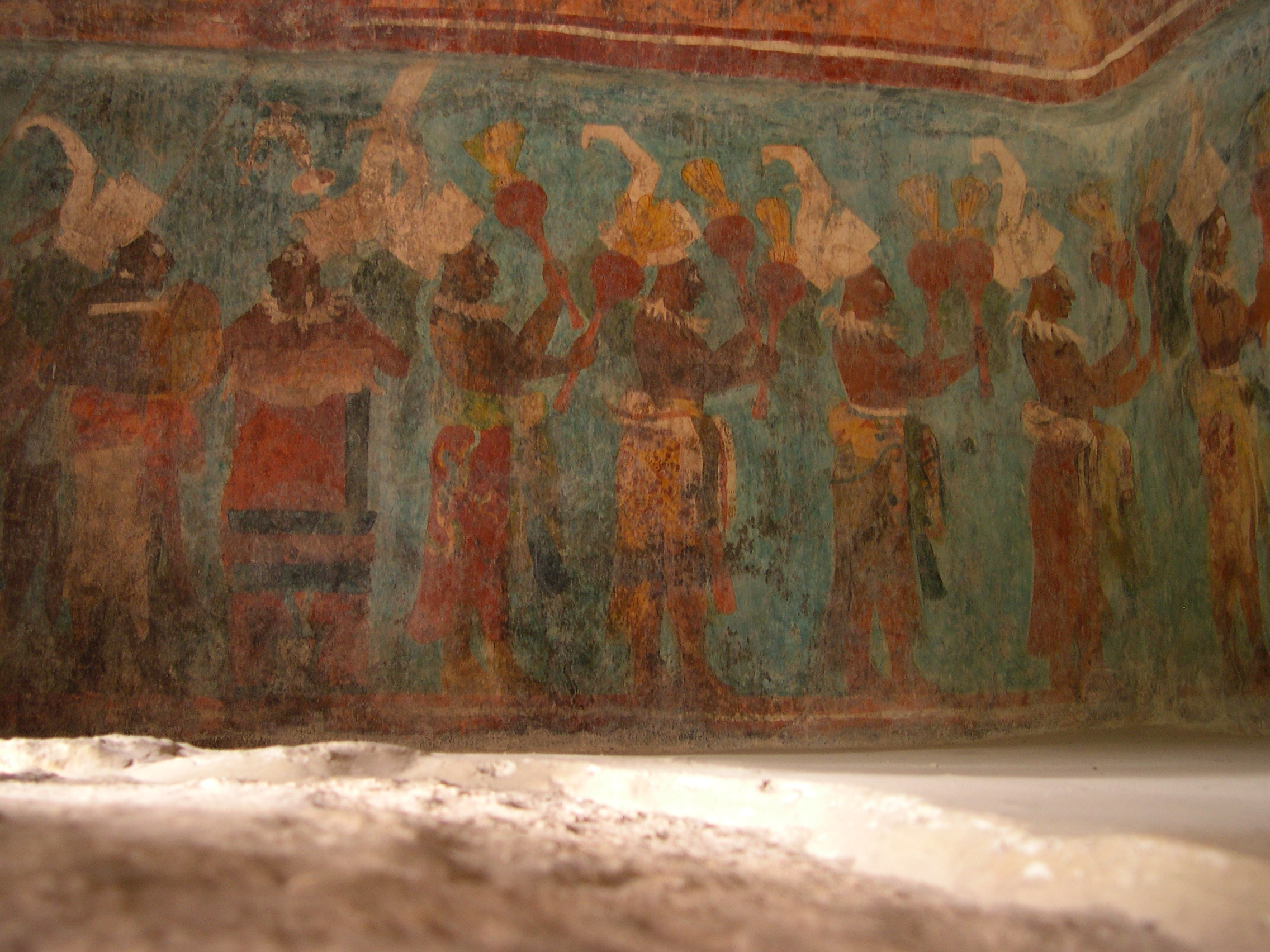
Frescs a l'estructura 1 de Bonampak.

Molts consideren a l'art maia de l'era clàssica (200 a 900 dC) com el més sofisticat i bell del Nou Món antic. Els tallats i relleus en estuc a Palenque i a Copán són especialment fins, mostrant una gràcia i observació precisa de la forma humana que recordaven als primers arqueòlegs de la civilització clàssica del Vell Món. Només existeixen rastres de la pintura avançada dels maies clàssics, la majoria dels que han sobreviscut són terrisseria funerària i altres peces de ceràmica. També una construcció a Bonampak té murals antics que van sobreviure per un afortunat accident, considerats com els de més qualitat dels que es conserven a Mèxic. El 2001, es van descobrir unes tombes reials amb uns murals, els més antics de Guatemala, a la ciutat maia de San Bartolo. Alguns experts han qualificat aquestes troballes com la Capella Sixtina de la civilització maia.
Amb el desxiframent de l'escriptura maia per Tatiana Proskouriakoff (1909-1985) el 1957, es va descobrir que aquesta va ser una de les poques civilitzacions on els artistes escrivien el seu nom en el seu treball.

## Arquitectura

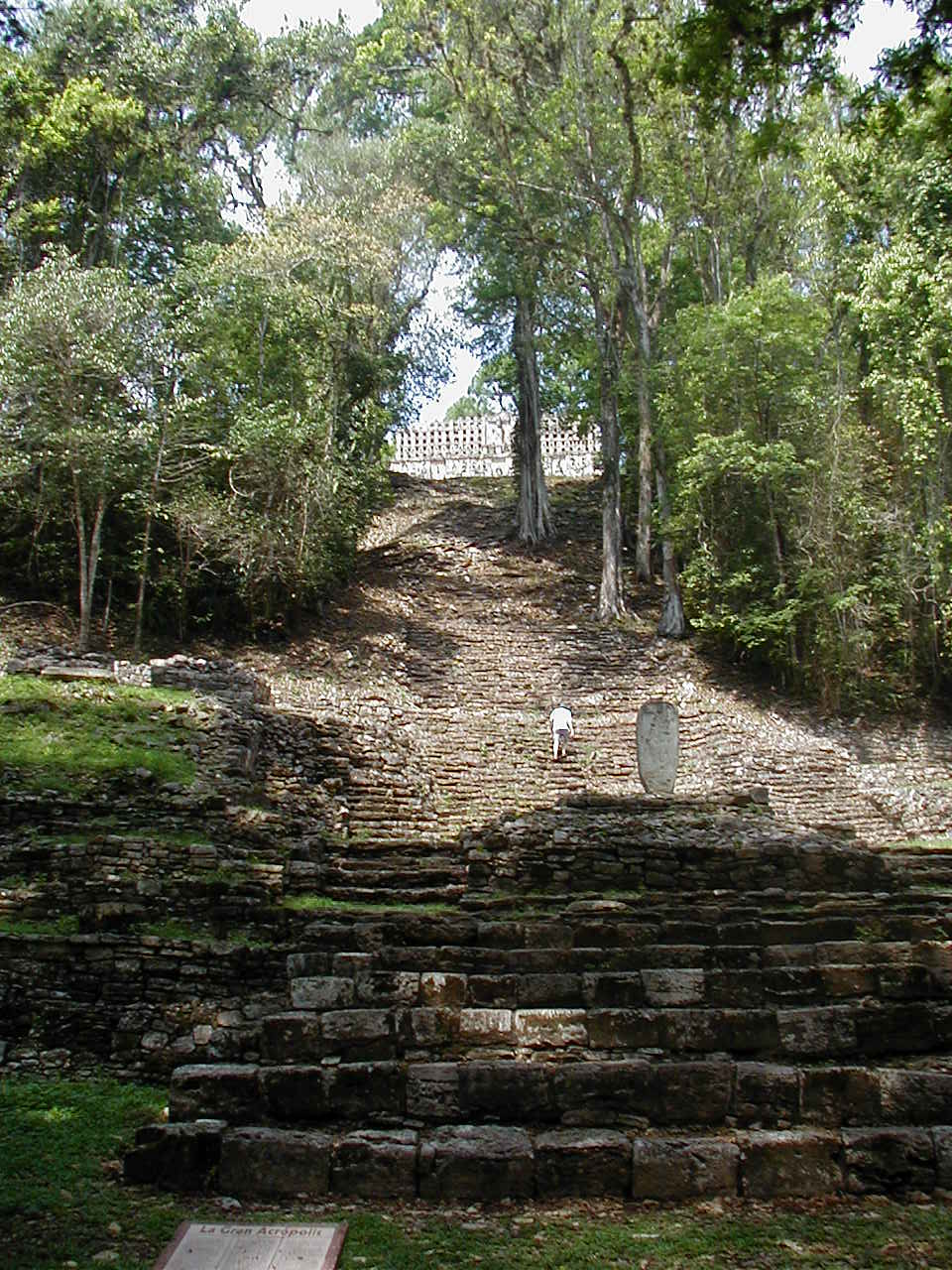
Yaxchilan

L'arquitectura maia és única i espectacular com l'arquitectura grega o romana, amb construccions de diversos milers d'anys. Les més dramàtiques i més conegudes, són les fantàstiques piràmides amb graons de l'acabament del període preclàssic. Durant aquesta època de la cultura maia, els centres del poder religiós, comercial i burocràtic van créixer per a convertir-se en increïbles ciutats com: Chichén Itzá, Tikal i Uxmal. Algunes construccions notables de les ciutats maies són:
- Les plataformes cerimonials: utilitzades per a cerimònies públiques i esdeveniments religiosos, així com per a exhibir els caps de les víctimes de guerra.
- Palaus: grans i sovint molt decorats, es trobaven prop del centre d'una ciutat.
- Piràmides i Temples: els temples religiosos més importants es trobaven en el cim de les piràmides maies, suposadament per ser el lloc més proper als cels.
- Pistes del joc de pilota mesoamericà
- Observatoris

## Ciències

Numeració maia

Els maies (o els seus predecessors olmeques) van desenvolupar independentment el concepte del zero (i han estat usant el concepte segles abans que el Vell Món), i usaven un sistema de numeració de base 20 (a la part esquerra surten els símbols). Les inscripcions els mostren a vegades treballant amb sumes de fins a centenars de milions. Van produir observacions astronòmiques extremadament precises; els seus diagrames dels moviments de la lluna i els planetes són iguals o superiors als de qualsevol altra civilització treballant a primera vista. El càlcul maia de la durada de l'any solar era d'alguna manera superior al del calendari gregorià.

## Decadència de la civilització maia
La caiguda de Teotihuacan, ocorreguda en la segona meitat del segle viii, va permetre la florida dels grans nuclis de població que els pobles maies havien construït a les Terres Altes. D'aquesta manera, Tikal, Toniná, Yaxchilán i moltes altres ciutats van viure la seva època de major apogeu entre els segles IX i X. Per molt temps es va insistir que la raó del declivi dels principals centres urbans maies era un misteri. No obstant això, la intensa investigació arqueològica a la regió que van ocupar aquests Estats del període Clàssic de Mesoamèrica ha posat de manifest algunes de les raons per les quals els maies es van veure obligats a abandonar les ciutats de la selva.
En primer lloc, es tractava de petits estats que es trobaven en guerra permanent entre ells. Les esteles de Toninà indiquen que l'elit governant d'aquesta ciutat va emprendre una agressiva campanya militar que la va portar a ocupar llocs tan importants com Palenque, Pedres Negres i Bonampak. No és estrany que altres Estats de la regió poguessin haver emprès campanyes similars, que haurien deixat arruïnades a diverses ciutats. D'altra banda, en aquesta època va tenir lloc un desajust climàtic a conseqüència del fenomen del Niño. El clima va haver de tenir greus conseqüències per a l'agricultura a l'àrea maia, com ho va tenir també a les terres altes del centre de Mèxic. Com que culturalment aquestes catàstrofes eren atribuïdes a la inefectivitat de la classe sacerdotal, la gent del poble va haver de llançar contra ells, culpant-los de l'escassetat d'aliments i altres béns necessaris per a la vida. Un dels símptomes de la decadència maya en el període Clàssic és l'absència de monuments commemoratius (les anomenades esteles) posteriors a l'any 889 dC, celebrada només en alguns llocs de la regió. Durant els següents segles, no tornaria a emprar el Compte Llarg a les inscripcions calendàriques mesoamericanes, el que posa en relleu la conclusió d'una tradició cultural.
A més del Compte Llarg (aquest sistema de compte del temps que tant ha sorprès per la seva exactitud i abstracció), l'únic que van abandonar els maies del període clàssic van ser les grans ciutats. Mai va existir una migració massiva cap a Yucatán, encara que alguns grups ho haguessin fet. La major part de la població es va quedar a la zona, i durant el període postclàssic van contribuir a un nou període d'apogeu, encara que no de la mateixa magnitud. El més important dels Estats de les Terres Altes en el període Postclàssic va ser el quiché, a Guatemala.
Tant els maies de Yucatán com els de les Terres Altes i la Costa del Pacífic van rebre la influència dels pobles migrants provinents de l'altiplà i l'àrea d'Oaxaca. Aquests grups van ser empesos al seu torn pels antics pobles que van abandonar la zona meridional de la plana mexicana quan el desastre ecològic va fer impossible l'agricultura allí. Al sud, van establir Estats independents, amb característiques culturals d'ascendència nahua. Entre aquests grups hi havia els pipiles, que es van establir a la costa de Guatemala i El Salvador. A la península de Yucatán, els pobles nahuatlitzats (fos perquè eren realment nahues o havien adoptat molts elements, com els chontales) van contribuir a una nova florida dels pobles maies.
No obstant això, les rivalitats entre les elits de la regió, tot just suavitzades per la presència efímera de la Lliga de Mayapán, van acabar per arruïnar les grans ciutats de Chichén Itzá, Uxmal i moltes altres, que van ser abandonades pels seus governants. Quan els espanyols van arribar a Yucatán, van trobar la regió dividida en petits Estats hostils entre si, raó per la qual no va ser difícil sotmetre'ls. Alguns grups es van refugiar en el Petén, on van crear un petit regne independent amb capital a Tayasal. La conquesta d'aquest regne independent no es va concretar fins al 1697.
Les ruïnes de les grans ciutats antigues estaven molt aïllades del món exterior i eren poc conegudes excepte per la gent nadiua. El 1839, el viatger nord-americà John Lloyd Stephens, escoltant comentaris sobre ruïnes perdudes a la selva, va visitar Copán, Palenque, i altres ciutats amb l'arquitecte i dibuixant Frederick Catherwood. Els seus diaris il·lustrats sobre les ruïnes van encendre un fort interès en la regió i els seus habitants (també als Estats Units i a Europa).
Els pobles maies no van desaparèixer al moment de la conquesta espanyola. Estudis d'ADN mitocondrial han demostrat que la composició dels moderns habitants de la zona maia correspon amb les freqüències d'haplogrups (hg) de maies prehispànics, sent prevalents altes freqüències dels hg A i B. Aquestes freqüències són comunes en altres poblacions contemporànies d'origen mesoamericà. Els grups maiaparlants encara habiten al sud-est de Mèxic, Belize, Hondures, El Salvador i Guatemala (en aquest últim país representen el major component ètnic de la població).